# Meloidogyne exigua
Meloidogyne exigua är en rundmaskart. Meloidogyne exigua ingår i släktet Meloidogyne och familjen Heteroderidae. Inga underarter finns listade i Catalogue of Life.